# 360 (Rapper)
360 (* 12. Juli 1986; eigentlicher Name Matthew James Colwell) ist ein australischer Rapper aus Melbourne.

## Karriere
Matthew James Colwell alias 360 war zuerst Mitglied des Duos Forthwrite, bevor er 2007 beim Label Soulmate eine Solokarriere begann. Sein Debütalbum What You See Is What You Get hinterließ im Jahr darauf aber noch keinen besonderen Eindruck. Dies änderte sich mit seinem zweiten Album Falling & Flying. Im Oktober 2011 stieg es auf Platz vier der australischen Charts ein. Die erste Auskopplung Boys Like You, zusammen mit Sängerin Gossling aufgenommen, stieg einen Monat nach Veröffentlichung bis auf Platz drei der Singlecharts und sorgte dafür, dass auch das Album noch einmal neue Aufmerksamkeit erhielt und vier Monate nach Veröffentlichung ein zweites Mal auf Platz vier stieg. Über ein Jahr blieb es in den Charts und wurde mit Doppelplatin ausgezeichnet. Die Single bekam sogar 4-fach-Platin. Daraufhin wurde der Nachwuchsrapper zum Star der ARIA Awards 2012. Zehn Nominierungen gab es für ihn und seine Veröffentlichungen in allen infrage kommenden Kategorien. Er bekam schließlich den Preis als Breakthrough Artist des Jahres, der Produzent seines Albums, Styalz Feugo, wurde ebenfalls ausgezeichnet.

## Diskografie
Alben
- What You See Is What You Get (2008)
- Falling & Flying (2011)
- Utopia (2014)
- Vintage Modern (2017)

Lieder
- Just Got Started (featuring Pez, 2010, Gold)
- Throw It Away (featuring Josh Pyke, 2011)
- Killer (2011)
- Boys Like You (featuring Gossling, 2011)
- Child (2012)
- Run Alone (2012)
- Impossible (featuring Daniel Johns, 2014)
- Live It Up (featuring Pez, 2014)
- Sixavelli (featuring Lunar C, 2014)
- Price of Fame (featuring Gossling, 2014)
- No Guts, No Glory! (Defqon.1 Australia Anthem 2015, featuring Frontliner & Dillytek, 2015)
- My Favourite Downfall (featuring Joy, 2016)